# Rozmaitość symplektyczna
Rozmaitość symplektyczna – rodzaj rozmaitości różniczkowalnej posiadającej zamkniętą niezdegenerowaną 2-formę różniczkową ω, zwaną formą symplektyczną.
Badaniem rozmaitości symplektycznych zajmuje się geometria symplektyczna zwana też topologią symplektyczną. Pojęcie rozmaitości symplektycznych pojawiło się najpierw pod pojęciem wiązki kostycznej na rozmaitości, gdy abstrakcyjnie przeformułowano mechanikę klasyczną (tworząc tzw. mechanikę analityczną, do której zalicza się mechanikę Lagrange'a oraz mechanikę Hamiltona). Np. w mechanice Hamiltona zbiór wszystkich możliwych konfiguracji układu tworzy rozmaitość, a wiązka kostyczna tej rozmaitości stanowi przestrzeń fazową układu.
Każda różniczkowalna funkcja o wartościach rzeczywistych H na rozmaitości symplektycznej może służyć jako funkcja energii zwana hamiltonianem. Przyporządkowana dowolnemu hamiltonianowi, stanowi pole wektorowe hamiltonianu; krzywe całkowe pola wektorowego hamiltonianu (tj. krzywe, wzdłuż których przemieszczałby się punkt, umieszczony w tym polu) są rozwiązaniami równań Hamiltona. Hamiltonowskie pole wektorowe definiuje przepływ na rozmaitości symplektycznej, zwany przepływem hamiltonowskim, lub symplektomorfizmem. Zgodnie z twierdzeniem Liouville’a przepływ hamiltonowski zachowuje formę objętościową przestrzeni fazowej.

## Motywacja
Rozmaitości symplektyczne wyłaniają się z mechaniki klasycznej. W szczególności są one uogólnieniem przestrzeni fazowej w układzie zamkniętym. Równania Hamiltona, stanowiące układ równań różniczkowych, pozwalają znaleźć równania opisujące zależność położenia układu od czasu; forma symplektyczna pozwala otrzymać pole wektorowe, opisującego przepływ układu, z pochodnej dH funkcji hamiltonowskiej H. Ponieważ zasady dynamiki Newtona są liniowymi równaniami różniczkowymi, takie mapowanie również powinno być liniowe. Potrzebujemy więc liniowego mapowania TM → T* M, lub, ekwiwalentnie, elementu T* M ⊗ T* M. Gdy damy ω na oznaczenie przekroju T* M ⊗ T* M, warunek niezdegenerowania ω upewnia nas, że dla każdej pochodnej dH istnieje unikalne pole wektorowe, VH, takie, że dH = ω(VH,· ). Ponieważ chcemy, aby hamiltonian był stały wzdłuż całej ścieżki przepływu, powinniśmy mieć dH(VH) = ω(VH, VH) = 0, co oznacza, że ω jest formą zmienną, a co za tym idzie – 2-formą. W końcu, żądamy, aby ω nie zmieniało się pod liniami przepływu, czyli, żeby pochodna Liego omegi po VH była zerowa. Stosując wzór Cartana, otrzymujemy
{\displaystyle {\mathcal {L}}_{V_{H}}(\omega )=d\omega (V_{H})=0}
co jest równoważne temu, że ω powinno być zamknięte.

## Definicja
Forma symplektyczna rozmaitości M jest zamkniętą, niezdegenerowaną 2-formą różniczkową ω. W tym wypadku, określenie „niezdegenerowana” oznacza, że dla każdego p ∈ M jeśli istnieje X ∈ TpM takie, że ω(X,Y) = 0 dla każdego Y ∈ TpM, wówczas X = 0. Warunek macierzy antysymetrycznej (wchodzący w skład definicji różniczkowej 2-formy) oznacza, że dla każdego p ∈ M mamy ω(X,Y) = −ω(Y,X) dla każdego X,Y ∈ TpM. W wymiarach nieparzystych, macierze antysymetryczne nie są odwracalne. Ponieważ ω jest różniczkowalną dwu-formą, warunek antysymetryczności implikuje, że M ma parzystą liczbę wymiarów. Warunek zamkniętości oznacza, że należąca do ω różniczka zewnętrzna formy zanika, dω = 0. Rozmaitość symplektyczna zawiera parę (M, ω), złożoną z rozmaitości M oraz formy symplektycznej ω. Przyporządkowanie formy symplektycznej ω do rozmaitości M oznacza, że dajemy M strukturę symplektyczną.